# 薑黃
薑黃（學名：Curcuma longa），又稱寶鼎香，為薑科薑黃屬植物，在一些亞洲國家稱作turmeric或kunyit。其根莖所磨成的深黃色粉末為咖哩的主要成份之一，也用在南洋料理，嚐起來味苦而辛，帶點土味。主成分薑黃素（curcumin）具有一些醫療保健的效果，因此薑黃也出現在中醫藥材中。

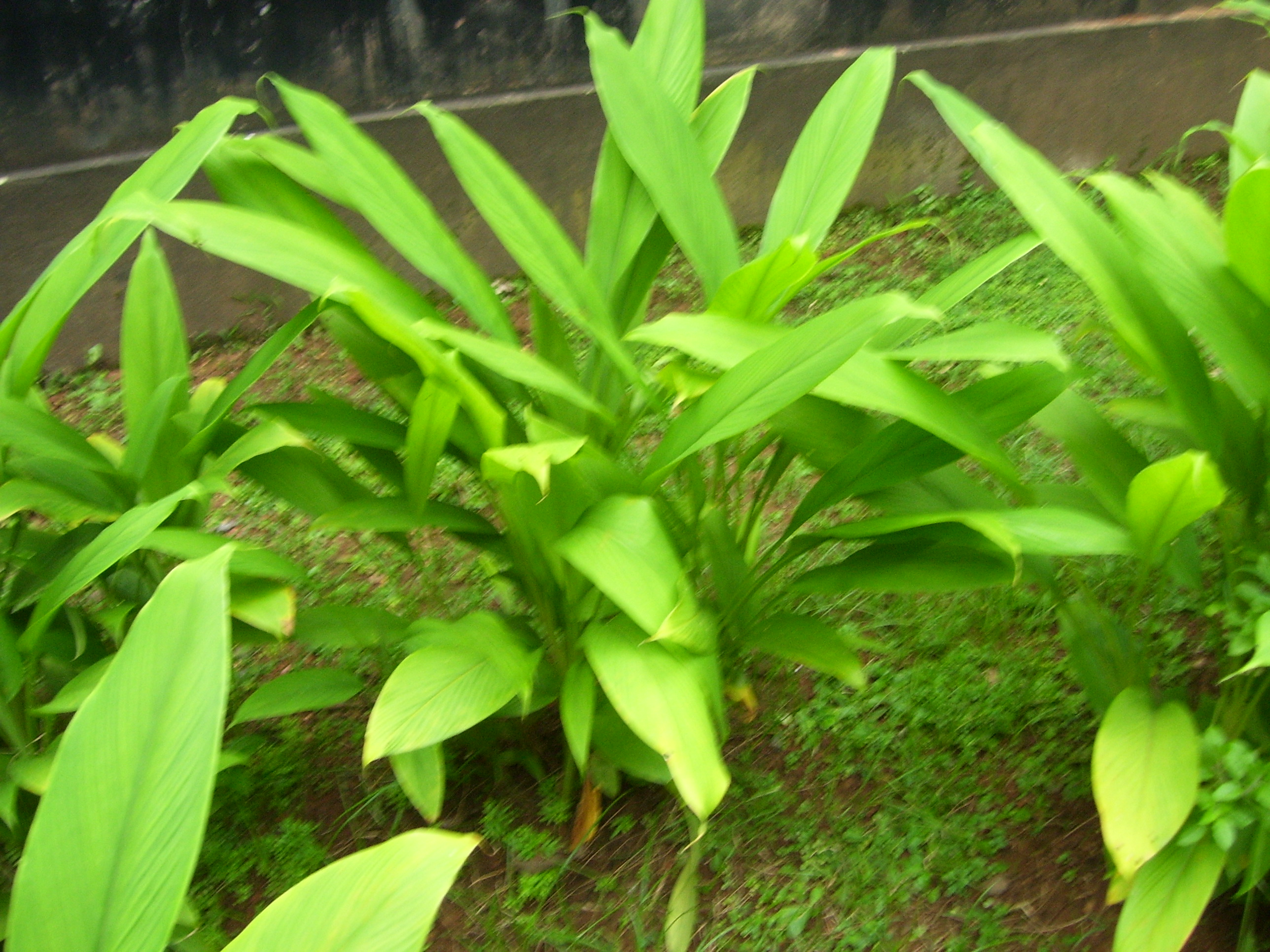
植株
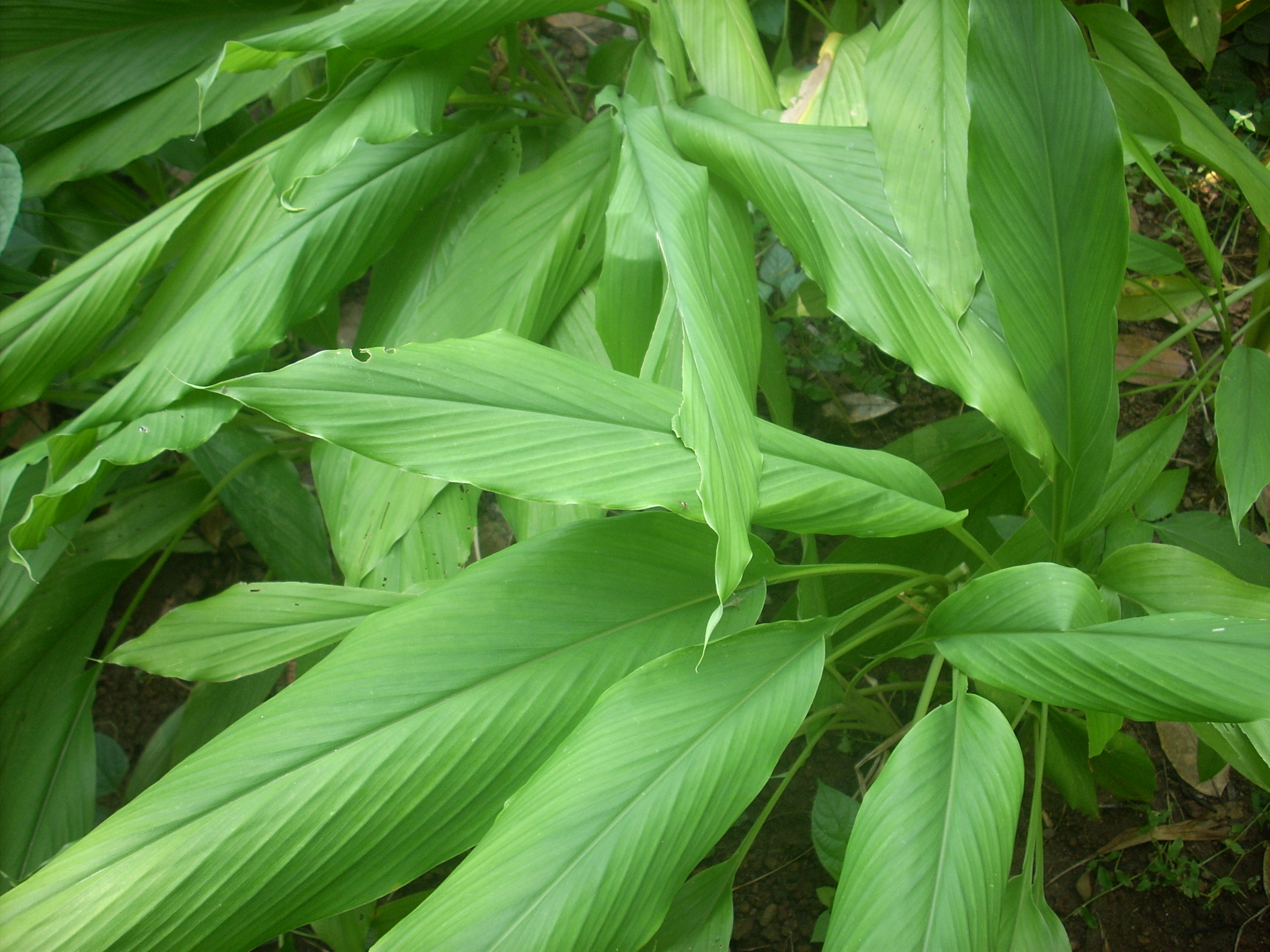
葉
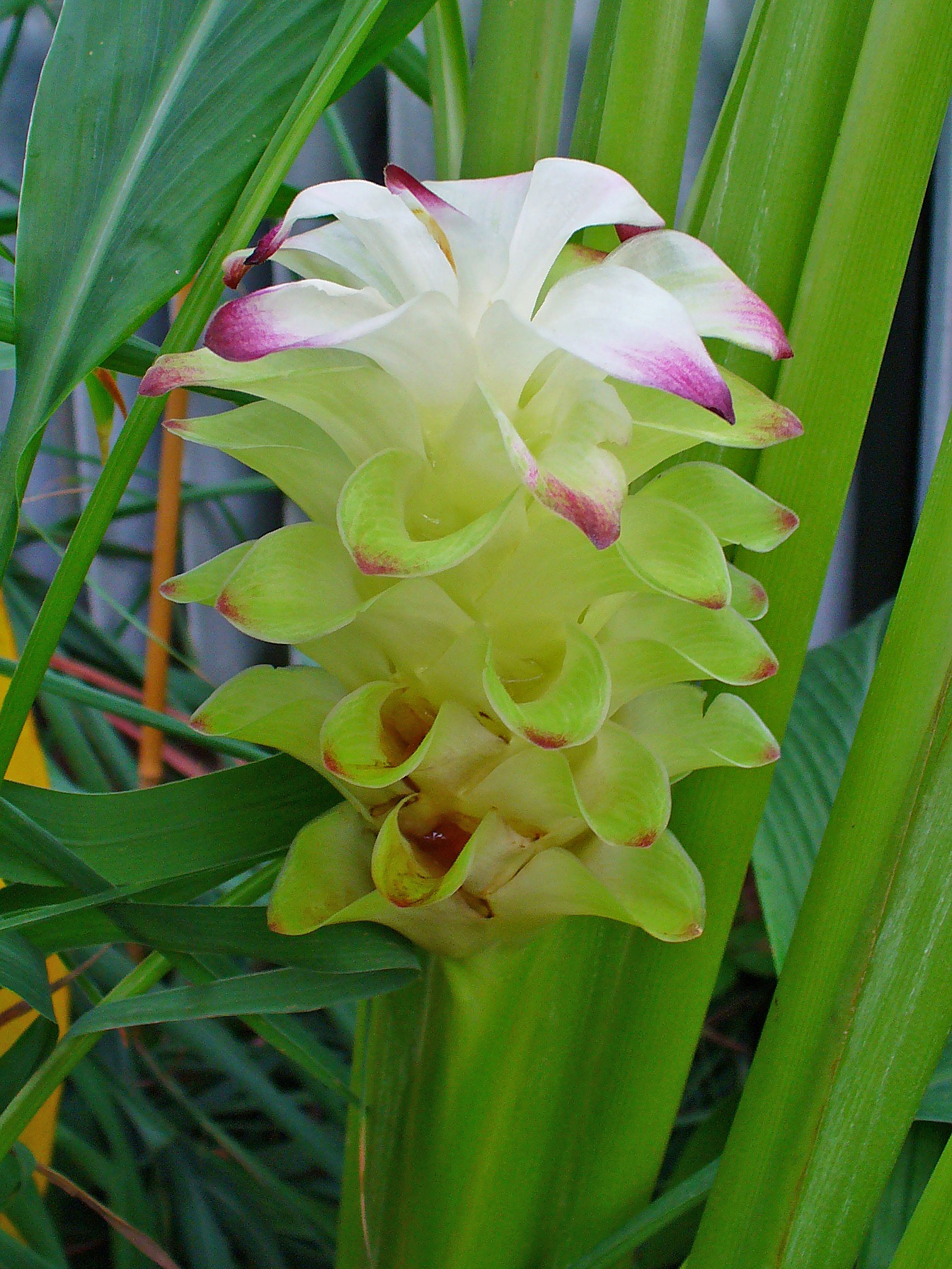
花
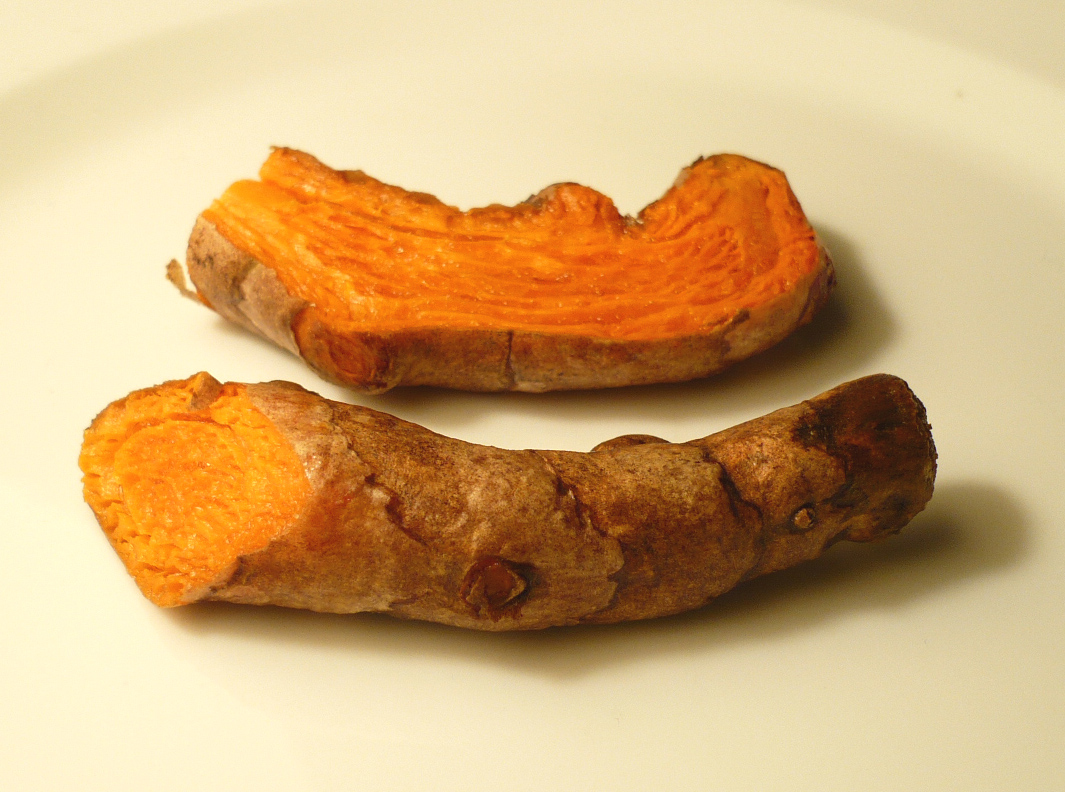
地下莖
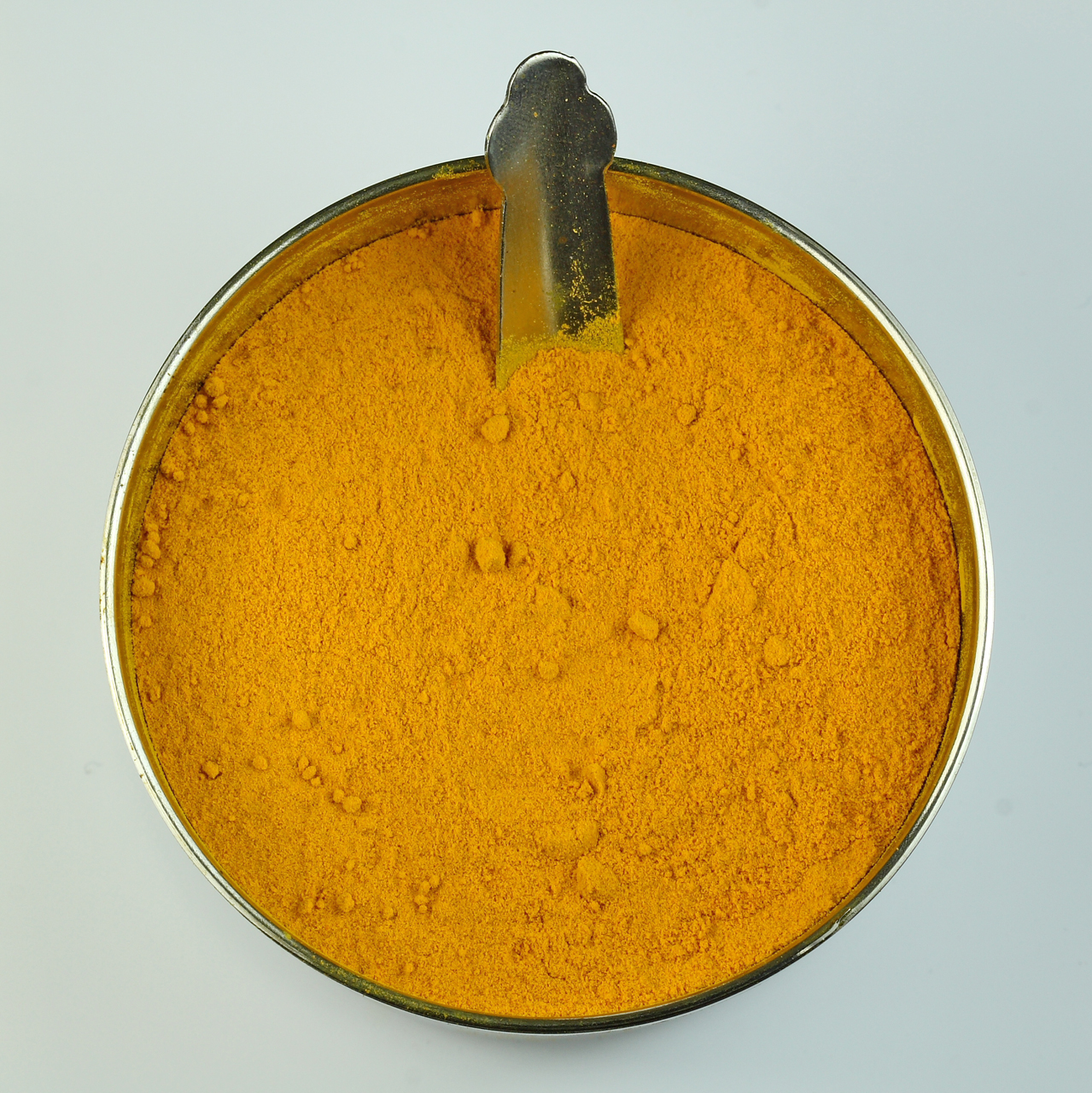
薑黃粉

## 分佈
它原產於热带泰米尔纳德邦、印度東南部，並適合於攝氏溫度20°C和30°C（68°F和86°F）之間和相當豐沛年降雨量以利其成長茁壯。

## 生化成份

### 食用攝取量
薑黃素一日的成人攝取量，建議是以每公斤體重使用0~3mg來計算。在安全考量下，建議每日攝取量在200mg以內，避免攝取過多產生反效果。但也有研究結果顯示薑黃毒性低，餵食劑量大於2.0g/kg 小鼠體重，也無明顯不良反應。薑黃素為脂溶性，與油脂一起烹煮會提高吸收率，與黑胡椒一起進食，胡椒鹼亦可提高薑黃素的吸收率。

## 外部連結
- 薑黃 Jianghuang （页面存档备份，存于） 藥用植物圖像數據庫 (香港浸會大學中醫藥學院) （中文）（英文）
- 薑黃 中藥材圖像數據庫  (香港浸會大學中醫藥學院) （中文）（英文）
- 鬱金 中藥材圖像數據庫  (香港浸會大學中醫藥學院) （中文）（英文）
- Turmeric （页面存档备份，存于）, from the U.S. National Institutes of Health
- Turmeric List of Chemicals (Dr. Duke's)
- Plant Cultures: review of botany, history and uses （页面存档备份，存于）
- Scientists say curry compound kills cancer cells （页面存档备份，存于）

## 延伸阅读
[在维基数据编辑]
 《欽定古今圖書集成·博物彙編·草木典·薑黃部》，出自陈梦雷《古今圖書集成》
 《植物名實圖考·薑黃》，出自吳其濬《植物名實圖考》